# Arany Oldalak
Az Arany Oldalak a magyarországi cégkereső kiadvány, melynek célja hogy friss, naprakész tevékenység- és szolgáltatás orientált adatokkal segítse a keresőket, a hirdetőkkel való kapcsolatfelvételt, valamint, hogy további többletinformációkkal lássa el a magánszemélyeket, cégek és vállalkozások ügyintézőit, vezetőit és döntéshozóit egyaránt.

Az Arany Oldalak nyomtatott kiadványa több mint 1000 szakmai címszóval, alfabetikus cégmutatóval, többnyelvű címszójegyzékkel és keresési útmutatóval van kiegészítve.

## Története
Az első Arany Oldalak kiadvány, mely budapesti cégek adatait tartalmazta, 1992. október 14-én jelent meg. Ezt követték a megyei Arany Oldalak kiadványok, majd CD-n és online is hozzáférhetővé tették az adatokat.
Az Arany Oldalak hivatalos kiadója a Magyar Telefonkönyvkiadó Társaság (MTT) 1991-ben alakult a magyar Telefonkönyvek és az Arany Oldalak szakmai telefonkönyv sorozat kiadására.
Az Arany Oldalak története dátumokban:
- 1992. október 14. Az első budapesti Arany Oldalak megjelenése
- 1995. november 1. Az internetes távközlési névsorok indítása
- 2000. október 17. Aranyoldalak WAP szolgáltatás indítása
- 2008. május 1. Az internetes távközlési névsorok megújítása

Az Arany Oldalak 2004 és 2005 után 2007-ben harmadszor is elnyerte a Superbrands-díjat.

Az MTT által előállított nyomtatott és CD alapú távközlési névsorokat a vezetékes távközlési szolgáltatók térítésmentesen terjesztik előfizetőik körében. Az internetes adattárak szintén térítésmentesen állnak a látogatók rendelkezésére.

## Kiadványok

### Budapesti Arany Oldalak
Az első és ez idáig egyetlen négyszín nyomású szakmai telefonkönyv a fővárosban. Több mint 1000 szakmai címszóval, alfabetikus cégmutatóval, többnyelvű címszójegyzékkel és keresési útmutatóval. Fellelhető gyakorlatilag minden budapesti háztartásban, hivatalokban, és szállodákban. CD-ROM-on és Interneten is elérhető.

### Megyei Arany Oldalak
1997 óta a megyei telefonkönyvektől függetlenül megjelenő szakmai jegyzék, amely valamennyi megyében évente aktualizált, friss adatokkal kerül a felhasználókhoz. A vidék szakmai kiadványa. Egy megye üzleti előfizetői, közel ezer szakmai címszó alá rendezve. CD-ROM-on és Interneten is elérhető.

### Online
Az aranyoldalak.hu magyarországi cégkereső, melynek célja hogy friss, naprakész tevékenység- és szolgáltatás orientált adatbázissal és térképes megjelenítéssel, útvonaltervezővel segítse az oldalra látogató keresőket, a hirdetőkkel való kapcsolatfelvételt, valamint, hogy további hasznos többletinformációkkal lássa el a magánszemélyeket, cégek és vállalkozások ügyintézőit, vezetőit és döntéshozóit. Az Arany Oldalak online sokrétű és egyre bővülő szolgáltatásokkal várja a látogatókat.
A www.aranyoldalak.hu főoldalán aktuális hírek, témák szerepelnek, így azok is találhatnak kedvükre valót, akik nem szakmai keresés céljából látogatnak el az oldalra.